# Woody Alien
Woody Alien – polski duet rockowy z Poznania o charakterystycznym brzmieniu basowo-perkusyjnym.

## Muzycy
- Marcin Piekoszewski – wokal, gitara basowa
- Daniel Szwed – perkusja

### Byli członkowie
- Zbyszek Jasiński – perkusja

## Historia
Grupa została założona w 2000 r. przez Marcina Piekoszewskiego w Stargardzie. Już od 1999 r. Marcin z koleżeńskim wsparciem muzycznym poszukiwał oryginalnego brzmienia. Wraz ze Zbyszkiem Jasińskim, perkusistą grupy Plum zagrał kilkadziesiąt koncertów. Razem opracowywali własne utwory. Chłopcy we własnej sali prób nagrali swoją pierwszą płytę „Piss and shit and a diamond of perception”, która została wydana w 2005 r. Po przeprowadzce do Poznania i po odejściu z zespołu Zbyszka, Marcin poznał perkusistę Daniela Szweda. W nowym składzie w 2008 nagrali kolejny krążek pt. „Pee and Poo in My Favorite Loo”, następnie w 2009 r. „Microgod”, a 13 maja 2011 r. ukazała się ich ostatnia płyta „Right & Simple”. Zespół koncertował w Polsce, Czechach, Niemczech i w Hiszpanii. 30 czerwca 2011 r. wystąpił w ramach jubileuszowej, X edycji Open'er Festival na scenie Young Talents Stage.

## Dyskografia
- 2005: Piss and shit and a diamond of perception (Everycolor Rec.)
- 2008: Pee and Poo in My Favorite Loo (Gusstaff Rec.)
- 2009: Microgod (Gusstaff Rec.)
- 2011: Right & Simple (Macrogod Rec.)